# Randal Kleiser
Randal Kleiser, właściwie John Randal Kleiser (ur. 20 lipca 1946 w Filadelfii w stanie Pensylwania) – amerykański reżyser i producent filmowy.
Największą sławę i uznanie przyniósł mu wyreżyserowany w 1978 musical Grease z Johnem Travoltą i Olivią Newton-John w rolach głównych. Kolejnymi filmami nie udało mu się już powtórzyć takiego sukcesu.

## Filmografia
- Grease (1978)
- Błękitna laguna (1980)
- Letni kochankowie (1982)
- Ucieczka nawigatora (1986)
- Pee-wee Herman w cyrku (1988)
- Bierz co najlepsze (1989)
- Biały Kieł (1991)
- Kochanie, zwiększyłem dzieciaka (1992)
- Moje przyjęcie (1996)
- Cień wątpliwości (1998)
- Rozbitkowie (2005)